# Rjota Nagaki
Rjota Nagaki (japonsko 永木 亮太), japonski nogometaš, * 4. junij 1988, Jokohama, Japonska.
Za japonsko reprezentanco je odigral eno uradno tekmo.